# کنسرت موسیقی

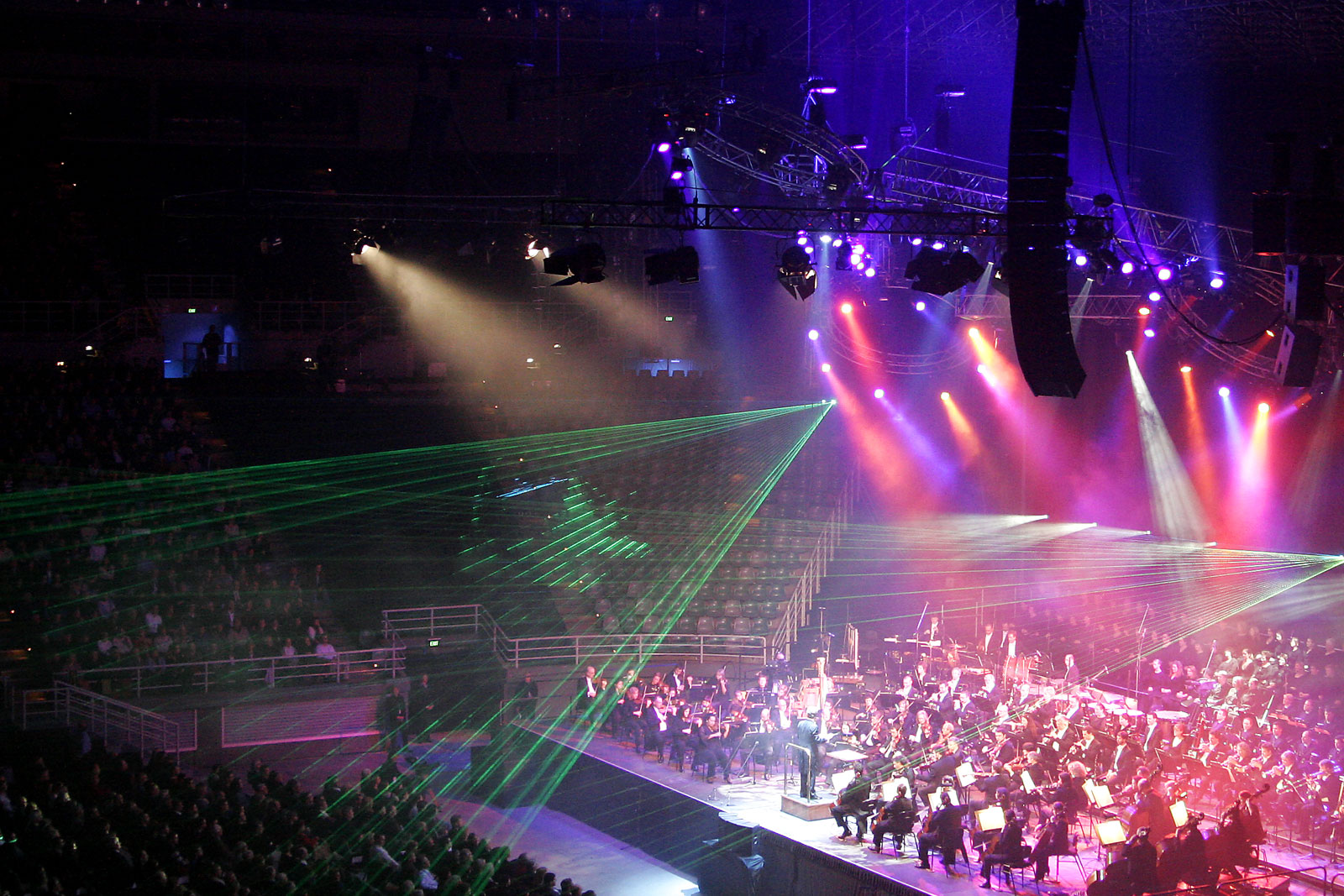
یک کنسرت موسیقی کلاسیک در ملبورن، ۲۰۰۵

کنسرت (به انگلیسی: Concert) به یک اجرای زنده موسقی در برابر تماشاگران گفته می‌شود.
اجرای یک کنسرت می‌تواند به وسیلۀ یک گروه، مانند یک ارکستر انجام گیرد. کنسرت‌ها از دسته رسانه‌های حضوری هستند و از نظر تأثیرگذاری در مباحث پیام رسانی و تبلیغات در رده بالایی از توجه همگانی قرار دارند.
کنسرت‌ها همانند همایش‌ها و کنگره‌ها از جمله گردهمایی‌های هدفدار شمرده می‌شوند که بخش مهمی از هدف آن‌ها ایجاد شادی در مخاطبان می‌باشد. میزان تأثیرگذاری این رسانه به دلیل آنکه روحیه مخاطبان آن در سطح بالایی قرار دارد و همگی آنها در شادی و نشاط هستند، پیام‌ها به سرعت و با دقت توسط ایشان جذب می‌گردد.

## پیشینه
در حالی که نخستین کنسرت‌ها هنوز تا واپسین دوره قرن هفدهم میلادی به‌طور رسمی پدیدار نشده بودند، گردهمایی‌های مشابهی در قرن هفدهم در چندین دانشگاه اروپایی مانند آکسفورد و کمبریج وجود داشت.

### سده ۱۸
در این سده گزارش‌های رسمی برگزاری کنسرت بیشتر به انگلستان محدود شده‌اند.

### دهه ۲۰۱۰ و ۲۰۲۰

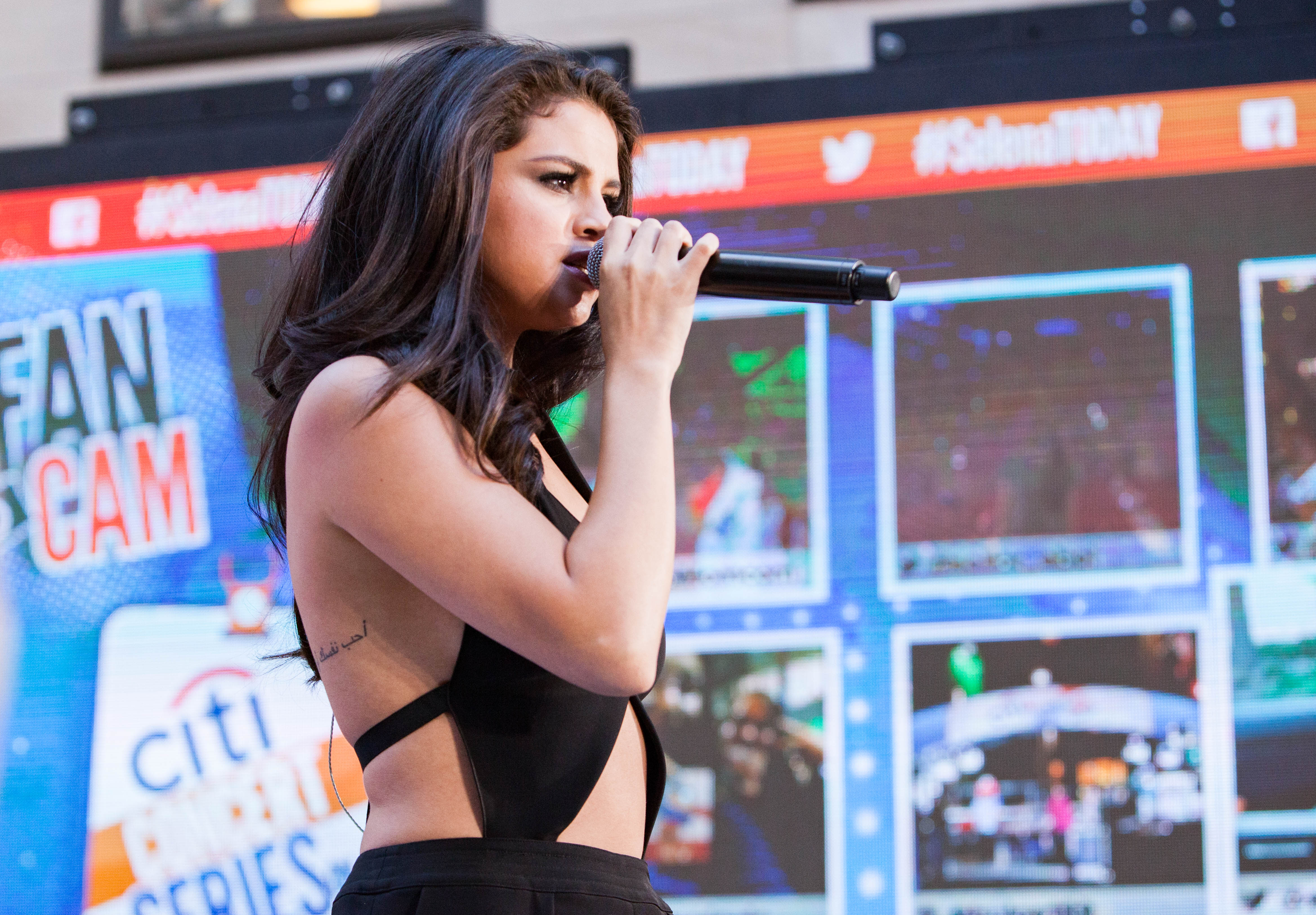
درآمد تنها یکی از تورهای زنده سلنا گومز در دهه ۲۰۱۰ بیش از کل درآمد صنعت موسیقی در برخی کشورها بود.

با افزایش پیوسته کیفیت کنسرت‌های خوانندگان زن در سراسر جهان و روزافزون شدن محبوبیت زنان در موسیقی پاپ و راک، در پایان دهه ۲۰۱۰، بیش از ۶۰ درصد کنسرت‌های موسیقی در انواع سبک‌ها متعلق به زنان بود. همچنین نظرسنجی‌ها از بالاتر بودن درصد رضایت از این کنسرت‌ها خبر دادند. بسیاری از بندهای راک و پاپ زنانه درآمد خالص قابل توجهی کسب کردند بخش اعظمی از آن، حاصل از تورهای بین‌المللی بود. بر پایه برآورد ۲۰۱۹ زنان تا چند دهه پس از ۲۰۲۰ با توجه به همسویی و پتانسیل جوامع در موسیقی زنده و کنسرت سلطه‌گری خواهند کرد و بخش اعظم درآمد موسیقی را زنان و گروه‌های موسیقی آنان کسب خواهند کرد.

## گونه‌ها و جای برگزاری
رسیتال، تئاتری، کلاسیک و راک گونه‌های امروزی کنسرت هستند.
با توجه جایگاه بالا و موضع قدرتمند زنان در موسیقی، در طول تاریخ کنسرت‌های زنان یا دخترانه نیز در برخی کشورها رایج بوده‌است که پس از اعتراض مردان برای کسب اجازه ورود، دگرگون شدند.

### جای برگزاری
مکان‌های کنسرت بسیار متنوعی وجود دارند که می‌توانند از نظر اندازه، مکان و گونه موسیقی که در آن مکان خاص میزبانی می‌شود، متفاوت باشند. سالن کنسرت جای برگزاری کنسرت است که بیشتر وقت‌ها میزبان موسیقی کلاسیک مانند سمفونی است و اغلب بخشی از یک مرکز بزرگتر هنرهای نمایشی می‌باشد. در سال ۲۰۲۲ و ۲۰۲۳ میلادی، بیشتر سالن‌های کنسرت پرجمعیت در اختیار خوانندگان یا بندهای زنان بوده‌اند که در گزارشی چرایی آن، اقبال عمومی بیشتر به کنسرت زنان اعلام شد.